# Bassai
Bassai signifie 'briser, assaillir la forteresse'. Il est utilisé pour désigner 2 kata principaux et essentiels du Karate d'origine Shuri-Te. Le plus connu des deux est Bassai Dai (où dai signifie 'grand' en japonais). L'autre se nomme Bassai Sho (sho signifiant 'petit' ici en japonais et non 'premier' comme dans Shodan). 

## Bassai Dai
Bassai Dai (Passai, Patsai) est en karate un des kata les plus anciens consistant en une suite rapidement exécutée de mouvements de combat. Il prend son origine dans les Kata Tōde d'Okinawa. On suppose que ce kata était déjà enseigné dans une forme embryonnaire au XIIIe siècle par des maîtres chinois et aurait été introduit à Okinawa par les voies commerciales. Il n'est par contre malheureusement pas facile de savoir quand et comment Bassai Dai a pris sa forme actuelle.
Bassai Dai appartient au groupe des kata Shorin-ryu (combinaison des styles Shuri-Te et Tomari-Te) dont le but par sa pratique est d'améliorer la vitesse du Karateka. La caractéristique principale du kata est que chaque technique individuellement est exécutée de manière rapide et puissante. Il contient de nombreux blocages et projections et comparativement peu de techniques de jambe. Avec environ 40 mouvements uniques, Bassai Dai est un kata long et exigeant physiquement. Néanmoins, il est un des kata qui est pratiqué aussi bien dans le Dōjō que pendant les compétitions.
Il existe de nombreuses variantes de ce kata qui sont enseignées dans les différents styles de karate et qui sont en général nommées selon le nom du maître les ayant créées (le mot japonais 'No' signifiant 'de', 'selon', 'd'après').

## Autres variantes de Bassai Dai

### Oyadomari no Bassai
Il s'agit de la version la plus ancienne et la plus fortement d'influence chinoise de Bassai Dai dont l'origine pourrait remonter au XIVesiècle. Maître Peichin Oyadomori était élève de Maître Shionja (style de Chine du sud). Shionja était à l'origine du développement de la deuxième branche Tomari-Te qui s'unifièrent par la suite sous Maître Chotoku Kyan.

### Ishimine no Bassai
Ce kata est très proche de Oyadomari No Bassai et est enseigné notamment en Shito-ryu et Matsubayashi-Ryu.

### Matsumura no Bassai
Parallèlement à Oyadomari No Bassai (Tomari-Te), une version presque totalement différente était enseignée dans l'école de Matsumura (Shuri-Te). Une quelconque parenté semble exclue et mena à une dispute entre certains grands maîtres qui ne peuvent unanimement décrire son origine. En tant que variante des Bassai la plus proche de la branche d'Okinawa, il est le kata phare de maître Matsumura.

### Itosu no Bassai
Maître Itosu ayant transposé le long Kata Kushanku en deux kata appelés Kosokun Dai et Kosokun Sho, fit de même avec Bassai en créant Bassai Dai et Bassai Sho. Maître Kenwa Mabuni et Maître Gichin Funakoshi se chargèrent ensuite de les populariser.

### Matsumora No Bassai
L'école Tomari-Te étudie plusieurs formes de Bassai, tels que Tomari no Bassai, Oyadomari no Bassai mais aussi Matsumora no Bassai.
Voir Kosaku Matsumora, à ne pas confondre avec Sokon Matsumura.

## Bassai Sho
Ce kata fut créé par Anko Itosu sur base du Bassai complet original. Itosu a créé la version longue (dai) et la version courte (sho) qui sont complémentaires et qui, ensemble, sont censées recomposer le Bassai original. Bassai Sho est un kata où l'on démontre notamment une défense sur attaque au bâton.

### Liens Shotokan
- Bassai Dai - détails (texte) publicité
- Bassai Dai - vidéo - Sensei Kansho Kanazawa publicité
- Bassai Sho - vidéo - Sensei Kansho Kanazawa publicité

un site complet et bien fait http://shotokancrsa.com/

### Liens Wado-ryu
- Bassai[1] - vidéo - Sensei Tatsuo Suzuki

### Liens Shito-ryu
- Bassai Dai - vidéo
- Bassai Dai - détails (texte)
- Matsumura No Bassai - vidéo autre vidéo
- Tomari No Bassai - vidéo détails (texte)